# Callipotnia
Callipotnia là một chi bướm đêm thuộc họ Geometridae.